# Alpine Skiweltmeisterschaften 1931/Alpine Kombination Frauen
Bei den 1. Alpinen Skiweltmeisterschaften 1931 in Mürren in der Schweiz wurde ein aus Slalom und  Abfahrt bestehender Wettbewerb in der Alpinen Kombination für Frauen ausgetragen. Dieser fand vom 19. bis 20. Februar 1931 auf der Wintereggstrecke statt.
Aufgrund der wegen der Witterungsbedingungen stark verkürzten Abfahrt wurde der Wettbewerb von der FIS nicht offiziell gewertet.
Erste Weltmeisterin in der Alpinen Kombination wäre die erst 17-jährige Engländerin Esmé MacKinnon geworden.

## Endergebnis
Datum: Donnerstag, 19. und Freitag, 20. Februar 1931
Strecke Abfahrt: Wintereggstrecke; Höhenunterschied 160 m.
Strecke Abfahrt: Wintereggstrecke; Länge 4000 m; Höhenunterschied 400 m.
Teilnehmer: 18 gestartet; 17 gewertet
Jede Nation durfte für den Wettbewerb sechs Skiläuferinnen nennen.
Im Slalom wurden für das Berühren bzw. Kreuzen eines Tores jeweils 6 Strafsekunden dazugerechnet. In der Tabelle sind diese Strafsekunden in den Lauf- und Endzeiten bereits inkludiert.
| Platz | Sportler               | Land                   | Gesamt- punkte | Zeit Abfahrt | Punkte Abfahrt | Rang Abfahrt | Slalom Gesamt | Slalom 1. Lauf | Slalom 2. Lauf | Punkte Slalom | Rang Slalom |
| ----- | ---------------------- | ---------------------- | -------------- | ------------ | -------------- | ------------ | ------------- | -------------- | -------------- | ------------- | ----------- |
| 1     | Esmé MacKinnon         | Vereinigtes Königreich | 100,000        | 3:05,6 min   | 100,00         | 1.           | 2:38,0 min    | 1:17,3 min     | 1:20,7 min     | 100,00        | 1.          |
| 2     | Jeanette Kessler       | Vereinigtes Königreich | 86,065         | 4:08,2 min   | 74,78          | 4.           | 2:42,3 min    | 1:22,3 min     | 1:20,0 min     | 97,35         | 3.          |
| 3     | Inge Wersin-Lantschner | Österreich             | 82,660         | 4:33,8 min   | 67,79          | 8.           | 2:42,0 min    | 1:20,9 min     | 1:21,1 min     | 97,53         | 2.          |
| 4     | Freda Gossage          | Vereinigtes Königreich | 82,465         | 4:18,2 min   | 71,88          | 5.           | 2:49,8 min    | 1:28,8 min     | 1:21,0 min     | 93,05         | 5.          |
| 5     | Rösli Rominger         | Schweiz                | 80,760         | 4:25,2 min   | 69,98          | 7.           | 2:52,6 min    | 1:35,2 min     | 1:17,4 min     | 91,54         | 7.          |
| 6     | Audrey Sale-Barker     | Vereinigtes Königreich | 78,920         | 4:47,2 min   | 64,62          | 9.           | 2:49,5 min    | 1:33,1 min     | 1:16,4 min     | 93,22         | 4.          |
| 7     | Irma Schmidegg         | Österreich             | 78,620         | 4:02,6 min   | 76,50          | 3.           | 3:15,7 min    | 1:29,4 min     | 1:46,3 min     | 80,74         | 10.         |
| 8     | Dorothy Crewdson       | Vereinigtes Königreich | 76,690         | 5:05,4 min   | 60,77          | 13.          | 2:50,6 min    | 1:29,3 min     | 1:21,3 min     | 92,61         | 6.          |
| 9     | Nell Carroll           | Vereinigtes Königreich | 74,685         | 3:32,4 min   | 87,38          | 2.           | 4:14,9 min    | 2:24,4 min     | 1:50,5 min     | 61,99         | 14.         |
| 10    | Rösli Streiff          | Schweiz                | 74,765         | 4:56,4 min   | 62,62          | 12.          | 3:01,8 min    | 1:31,7 min     | 1:30,1 min     | 86,91         | 8.          |
| 11    | Ella Maillart          | Schweiz                | 71,925         | 5:21,4 min   | 57,75          | 14.          | 3:03,5 min    | 1:32,5 min     | 1:31,0 min     | 86,10         | 9.          |
| 12    | Mädi Schmidt           | Deutsches Reich        | 69,215         | 4:47,6 min   | 64,53          | 10.          | 3:33,8 min    | 1:57,0 min     | 1:36,8 min     | 73,90         | 11.         |
| 13    | Helene Zingg           | Schweiz                | 66,590         | 4:20,4 min   | 71,27          | 6.           | 4:15,2 min    | 2:31,1 min     | 1:44,1 min     | 61,91         | 16.         |
| 14    | Annemarie Kopp         | Deutsches Reich        | 64,825         | 5:22,8 min   | 57,50          | 15.          | 3:39,0 min    | 1:58,3 min     | 1:40,7 min     | 72,15         | 12.         |
| 15    | Emmy Ripper            | Österreich             | 62,640         | 4:53,0 min   | 63,34          | 11.          | 4:15,1 min    | 1:56,5 min     | 2:18,6 min     | 61,94         | 15.         |
| 16    | Annemarie Honigmann    | Deutsches Reich        | 58,105         | 6:32,4 min   | 47,30          | 17.          | 3:49,3 min    | 1:53,1 min     | 1:56,2 min     | 68,91         | 13.         |
| 17    | Elsa Mende             | Schweiz                | 53,820         | 6:06,4 min   | 50,66          | 16.          | 4:37,3 min    | 2:29,8 min     | 2:07,5 min     | 56,98         | 18.         |
| DNF   | Elsie Roth             | Schweiz                | -              | -            | -              | DNS          | 4:25,9 min    | 2:32,3 min     | 1:53,6 min     | ?             | 17.         |
| DNF   | ? Östby                | Norwegen               | -              | -            | -              | DNF.         | -             | -              | -              | -             | DNS.        |
| DQ    | Josie de Latour        | Schweiz                | -              | -            | -              | DQ           | -             | -              | -              | -             | -           |